# Лазарєв Петро Михайлович
Петро Лазарєв (5 (17) липня 1850, Миколаїв — 11 серпня 1919, П'ятигорськ) — державний діяч Російської імперії, Таврійський губернатор, сенатор, член Державної Ради, шталмейстер.

## Біографія
Спадковий дворянин, син організатора Чорноморського флоту, адмірала, мореплавця Михайла Лазарєва і племінник російського контр-адмірала, дослідника Арктики, начальника 1-ї флотської дивізії Андрія Лазарєва. Народився 5 (17) липня 1850 року в Миколаєві. Ім'я синові батьки дали на честь діда Петра та померлого п'ятьма роками раніше дворічного брата. Хлопчику не виповнилося і 9 місяців, коли не стало батька. Катерина Лазарєва із дітьми переїхала до Санкт-Петербурга.
По закінченні курсу наук в Олександрівському ліцеї по 1-му розряду в чині титулярного радника він у 1869 році вступив до Кавалергардського полку. У 1871 році зроблений у корнети, а в 1872 році переведений у поручники. У 1878 вже в чині ротмістра, призначений командиром 2-го ескадрону.
В 1881 йому було доручено завідування господарською частиною полку, незабаром він отримав у командування запасний ескадрон і був призначений головою полкового суду. У 1884 Лазарєв залишив військову службу і був зарахований до Міністерства Внутрішніх Справ, з зарахуванням по гвардійській кавалерії, і в тому ж році був відряджений у розпорядження губернатора Санкт-Петербурга. У 1885 році перейменований на колезькі радники.
У 1885 він був призначений на посаду Курського віце-губернатора. Тут внаслідок частих відлучок і хвороб був переведений на посаду шталмейстера, а 30 грудня 1889 призначений на посаду Таврійського губернатора. Оселився у Сімферополі на вулиці Бульварній. У січні 1891 року отримав чин дійсного статського радника і затверджений на посаді губернатора Таврійської губернії. На посаді Таврійського губернатора Лазарєв пробув 12 років. При ньому у Сімферополі з'явився пам'ятник Катерині II та її сподвижникам (1890 рік), а між Джанкоєм та Феодосією, Владиславівкою та Керчю — залізничне сполучення (1892 р.), у Керчі збудовано металургійний завод (1899 р.). Йому довелося зустрічати на півострові спадкоємця престолу Миколи II і проводжати в останній путь імператора Олександра III (1894 р.), який помер у Лівадії. Він домагався від меценатів допомоги «для полегшення тяжкої долі голодуючих» (на правління Петра Лазарєва припали й нелегкі роки голоду в усій імперії), дбав про розвиток бібліотек та книгарень столиці.
Завдяки Лазарєву Сімферополь став зеленим (він розпорядився висаджувати уздовж вулиць дерева) та отримав першу офіційно закріплену пішохідну зону: на вулиці Салгірній губернатор заборонив після 10 години ранку їздити на велосипедах (автомобіль тоді був великою рідкістю на кримських дорогах). Загалом, здобув собі добру славу в губернії та її столиці. Лазарєв сприяв розвитку торгівлі, промисловості, будівництву водопроводу.
З ініціативи Петра Лазарєва під вікнами губернаторського будинку облаштували міський бульвар. Наприкінці грудня 1899 року тут урочисто відзначали 10-річчя перебування Петра Михайловича на посаді. А через два з невеликим роки, коли Лазарєв вже переїхав до Санкт-Петербурга, гласні Сімферопольської думи одноголосно вирішили назвати вулицю, якою не раз ходив Петро Михайлович, на його честь: «На вдячність за чистоту та благоустрій міста».
Був призначений сенатором 19 декабря 1901 року. Членом Державної Ради із залишенням сенатором він став 17 апреля 1905 року. Був почесним членом Товариства порятунку на водах.

Вбитий більшовиками 11 серпня 1919 року в П'ятигорську.
|                                                     |  |  |
| Подружжя Лазарєвих на костюмованому балу 1903 року. |  |  |

## Сім'я
Був одружений (з 17 лютого 1880) на Єлизаветі Сумароковій-Ельстон (1858—1940), дочці графа Фелікса Сумарокова-Ельстона (1820—1877) від шлюбу його з графинею Оленою Сумарок. «Ми любили цю чарівну та веселу тітоньку. У неї був чарівний голос, і вона завжди була готова співати оперети і грати комедії», — писав про Єлизавету її племінник. Після революції емігрувала до Франції, де й померла. Діти:
- Михайло (1881—1941), кавалергард, Георгіївський кавалер. В еміграції у США.
- Володимир (1886—1962), підпоручик з Адміралтейства, в еміграції у США.
- Ірина (1890—1977), одружена з Родзянком, потім Воронцова-Дашкова.